# Rochele Nunes
Rochele Jesus Nunes (ur. 19 czerwca 1989) – brazylijska i portugalska judoczka. Dwukrotna olimpijka. Zajęła dziewiąte miejsce w Tokio 2020 i Paryżu 2024. Walczyła w wadze ciężkiej.
Uczestniczka mistrzostw świata w 2009, 2014, 2015, 2019, 2021, 2022 i 2024. Startowała w Pucharze Świata w latach 2009, 2010, 2012–2015, 2017–2019 i 2022. Druga w drużynie i piąta indywidualnie na igrzyskach europejskich w 2019. Zdobył cztery medale na mistrzostwach panamerykańskich w latach 2013 – 2016. Zdobyła trzy medale na mistrzostwach Ameryki Południowej, a także dwa medale na uniwersjadzie w 2013 i na igrzyskach wojskowych w 2019. Brązowa medalistka mistrzostw Europy w 2020 i 2021 roku.

## Letnie Igrzyska Olimpijskie 2020
| Konkurencja | Eliminacje             | Eliminacje           | Klas. końcowa |
| Konkurencja | Przeciwnik I           | Przeciwnik II        | Miejsce       |
| ----------- | ---------------------- | -------------------- | ------------- |
| +78 kg      | Melissa Mojica (PUR) Z | Idalys Ortíz (CUB) P | 9.            |